# Commission de réglementation nucléaire des États-Unis
Pour les articles homonymes, voir Autorité de sûreté nucléaire (homonymie).

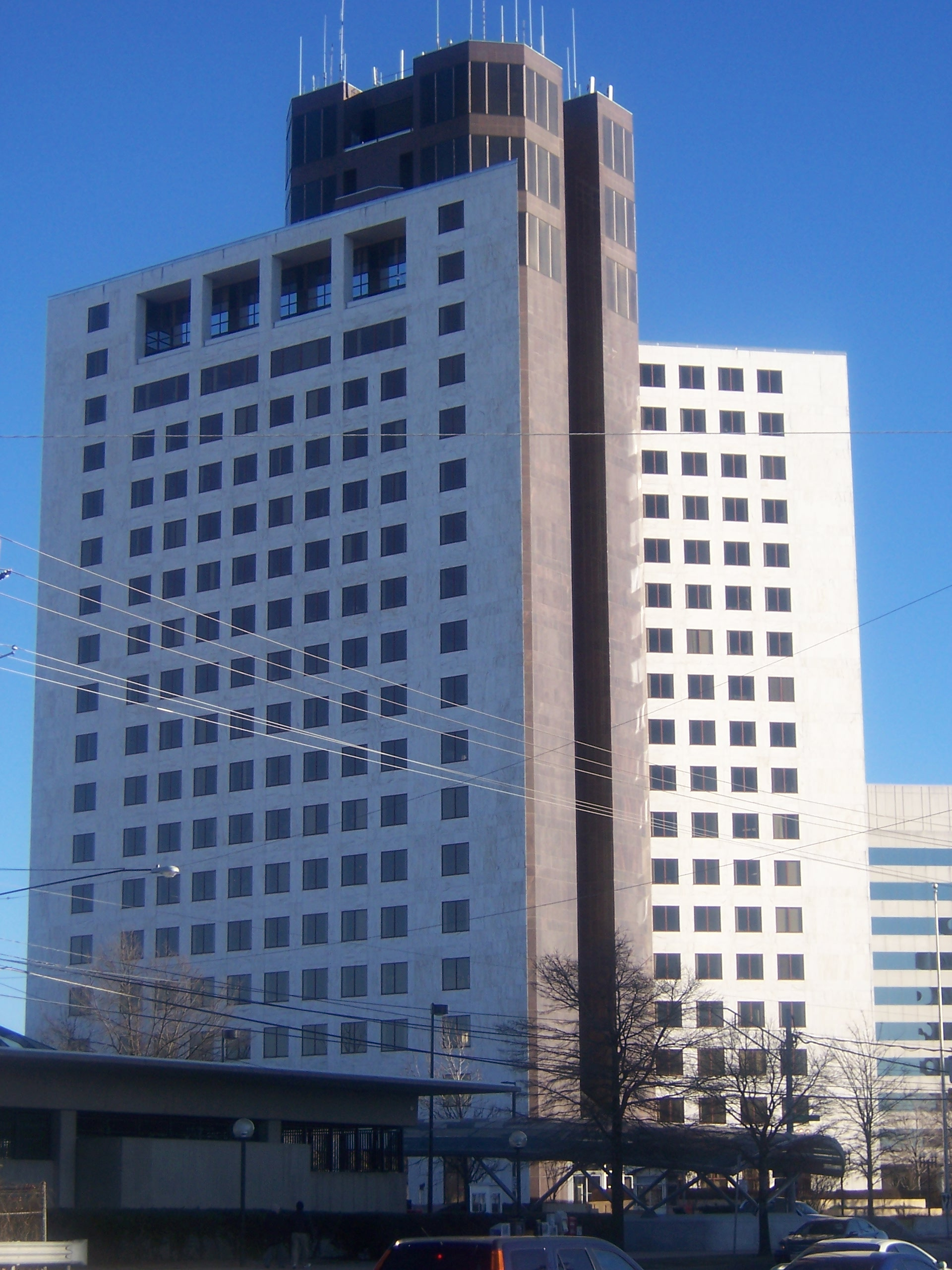
Quartier général de la NRC à Rockville.

La Commission de réglementation nucléaire des États-Unis (United States Nuclear Regulatory Commission ou NRC), aussi désignée comme l'Autorité de sûreté nucléaire américaine, est l'agence indépendante du gouvernement des États-Unis, fondée par la loi de réorganisation de l'énergie (Energy Reorganization Act) en 1974 et ouverte en 1975, chargée de la réglementation de la sûreté nucléaire aux États-Unis et de son respect.

## Mission
La NRC a été créée en 1974 par le Congrès des États-Unis, pour s'assurer de l'utilisation en sécurité, de matières radioactives à des fins civiles tout en protégeant  les personnes et l'environnement. À ce titre, elle est chargée de la réglementation des centrales nucléaires commerciales et d'autres utilisations de matières nucléaires (e.g. dans le domaine médical) par l'octroi de licences (conception, construction, exploitation), les inspections, et le respect de ses exigences.
La NRC reprend le rôle de supervision des activités civiles liées à l'énergie et à la sûreté nucléaires, qui était auparavant assuré par la commission de l'énergie atomique des États-Unis (United States Atomic Energy Commission ou AEC).  Les compétences liées à la supervision des armements nucléaires, de même que la promotion de l'énergie nucléaire, ont été transférées à l'Administration de la recherche et du développement sur l'énergie (Energy Research and Development Administration ou ERDA (en)) par la même loi, ce qui supprima définitivement l'AEC. En 1977, l'ERDA devient le département de l'Énergie des États-Unis (DoE). Comme son prédécesseur l'AEC, la NRC supervise la sûreté des réacteurs nucléaires civils et la gestion des déchets nucléaires.
Sa mission de réglementation couvre trois grands domaines :
- Réacteurs :
  - Réacteurs nucléaires commerciaux pour produire de l'électricité
  - Réacteurs de recherche ou expérimentaux pour la recherche et les essais
- Matériels :
  - Utilisation de matériels nucléaires dans des applications médicales, industrielles et universitaires
  - Équipement qui produisent du combustible nucléaire
- Déchets :
  - Transport, stockage et traitement de déchets nucléaires
  - Démantèlement des sites nucléaires arrêtés.

## Organisation
La NRC est dirigée par cinq membres d'une commission nommés par le président des États-Unis et confirmés par le Sénat des États-Unis pour une durée de cinq ans. L'un d'entre eux est désigné par le président pour être le Chairman et le porte-parole officiel de la Commission. Depuis 2008, le Chairman est le Dr Gregory Jaczko, ancien aide du sénateur démocrate Harry Reid.
La NRC, dont le siège est situé à Rockville, est divisée en quatre régions :

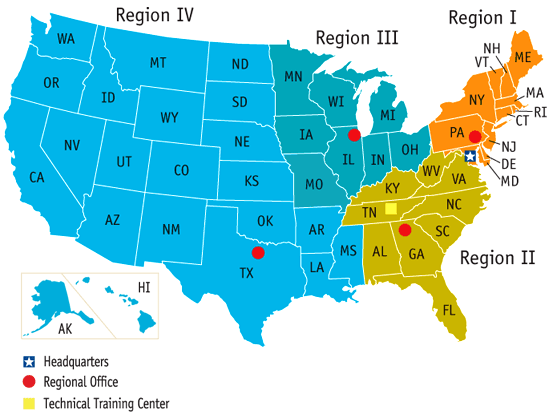
Carte des régions de la NRC

- Region I, basée à King of Prussia (Pennsylvanie) supervise le nord-est des États-Unis.
- Region II, basée à Atlanta (Géorgie), supervise le sud-est des États-Unis.
- Region III, basée à Lisle (Illinois), supervise le Middle West des États-Unis
- Region IV, basée à Arlington (Texas), supervise le sud-ouest et l'ouest des États-Unis

Ces quatre régions comprennent 104 réacteurs nucléaires de production d'électricité, et 36 autres réacteurs nucléaires. Cette supervision est réalisée sur plusieurs niveaux :
- Chaque réacteur dispose d'inspecteurs résidents qui surveillent les opérations au jour le jour
- Plusieurs équipes d'inspection pluridisciplinaires conduisent des inspections de routine sur chaque site
- Les dénonciations sont étudiées par des équipes spéciales.

L’Atomic Safety and Licensing Board (ASLB) (en) est le comité de la NRC chargé d’accorder les licences (permis) aux États-Unis (conception, construction, exploitation),.